# 水元中央公園
水元中央公園（みずもとちゅうおうこうえん）は、東京都葛飾区水元および南水元にある区立公園である。

## 概要
当公園は葛飾清掃工場(1976年竣工。現在の工場は2006年竣工）の東西南北を囲むようにして作られた公園である。
当公園は1978年に開園し、水遊びのできる滝やブランコ、すべり台、そしてポニーに乗ることができる「ポニースクールかつしか」があるのが当公園の大きな特徴である。

## 主な施設
- 水遊びができる滝
- ブランコ
- すべり台
- 複合遊具
- 散策路
- ポニースクールかつしか（詳細は以下を参照）

## ポニースクールかつしか

休日のポニースクールかつしかの様子。

ポニースクールかつしかは、葛飾区制施行50周年記念事業の1つとして、1982年8月に水元中央公園内に開園した施設である。現在（2014年）ポニーは15頭いて、小学生から中学生までの子どもが乗馬を体験できる。
また、健常児だけでなく、障害児の乗馬体験もでき、これは全国的に見ても珍しいポニー教室になっている。
その他、ポニーの世話などができる個人体験教室や団体教室があり、事前に研修を受けた小学生などが参加できる。（障害児向けの団体教室もあり）

### 開園日
- 火曜日（火曜日のみ第一・第三）から日曜日（月曜日が休み。月曜が国民の祝日にあたる場合はその直後の祝日でない日が休み）が開園。
- 年末年始（12月28日から1月4日）・ 第2火曜日・第4火曜日（この火曜日が国民の祝日にあたるときはその直後の祝日でない日）は休み。
- ボニーへの乗馬は無料（個人教室は障害保険料・年千円が必要）
- ボニー乗馬できる時間は限られている。

## アクセス
- JR常磐線金町駅北口よりバス（京成バス）大場川水門行き乗車。 「中央公園」下車 徒歩1～4分 。

## 利用時間など
- 公園は常時開園。入場は無料。（ポニースクールかつしかは上記参照）

## 近隣施設

水元体育館

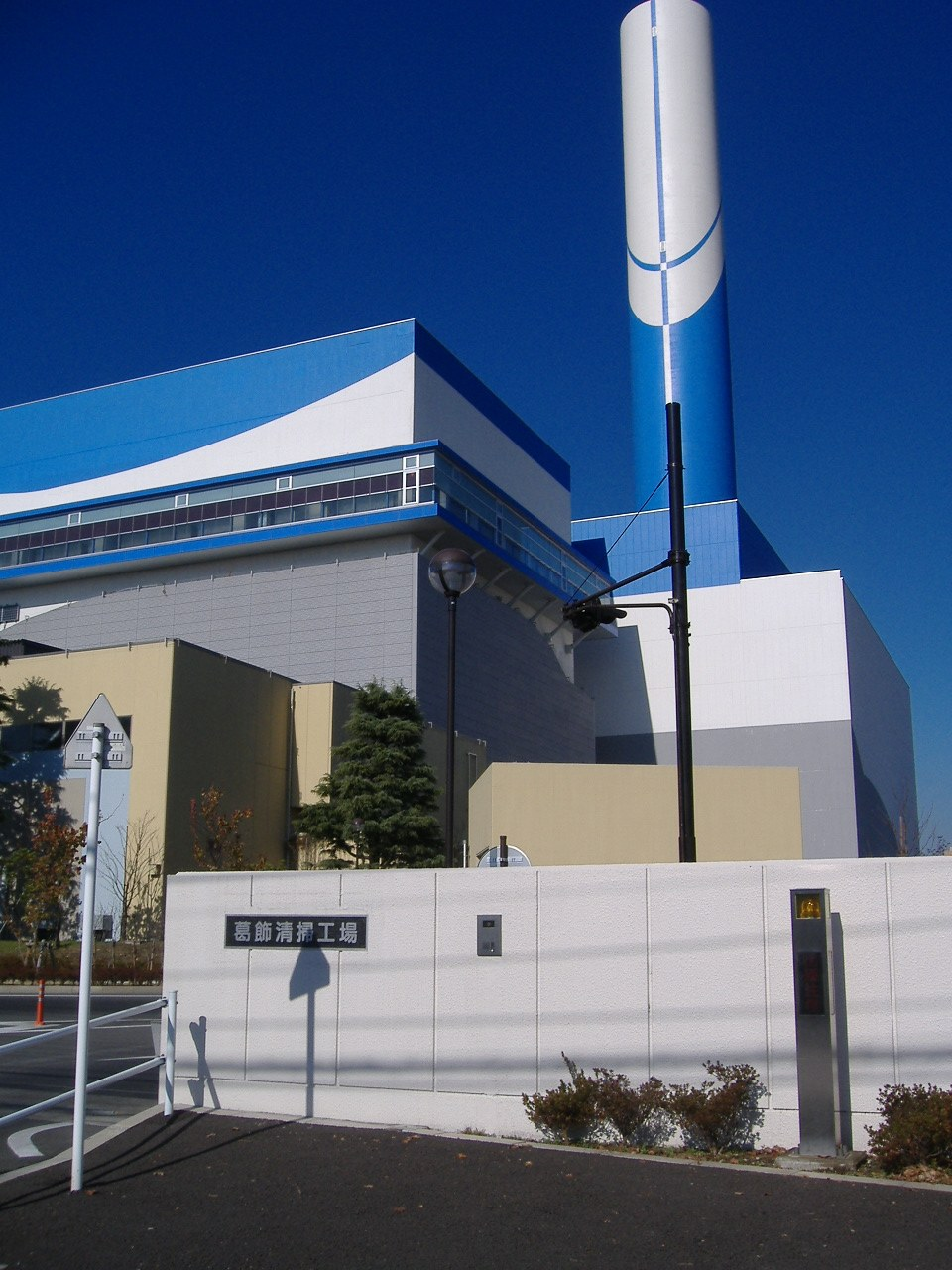
葛飾清掃工場

- 葛飾清掃工場
- 葛飾区水元体育館
- 葛飾区水元学び交流館